# 치하루 (성우)
치하루(일본어: 千春 ちはる[*]) 는, 일본의 여성 성우이다. 히비키(연예사무소) 소속.
효고현 출신. 혈액형은 O형. 본명은 테라카와 치하루(寺川 千春). 구예명은 호카제 치하루(帆風 千春).

## 개요
1995년 4월 10일생, 효고현 출신. 혈액형은 O형. 본명은 테라카와 치하루(寺川千春).
특기는 간사이 사투리, 아이돌보미(보육교사 자격증, 유치원교사 2종 면허장), 취미는 노래부르기, 게임, 애니메이션 감상.
전직은 보육교사. 2016년 12월에 「디지털 아이돌 성우 오디션」에 합격해, 아이돌 그룹 「22/7」의 멤버가 된다. 그룹재적시의 예명은 「호카제 치하루」. 그 후, 2021년 2월 28일자로 그룹을 졸업. 같은 해 9월 1일자로 「치하루」로 개명해, 현 소속에 이른다.

## 인물
나오다 히메나는 보육사 시절부터 친구이다. 2015년에 행해진 모 오디션에 동시에 엔트리 하고 있어(결과는 2명 모두 낙선), 후보자 리스트에서는 나오타와 함께 당시 20세라고 기재되어 있기 때문에, 1995년생이라고 단정할 수 있다.
같은 사무소에 소속되어 있는 마나미는 친누나. 상술의 오디션에서도 나나니지의 오디션에서도 테라카와 치하루라고 자칭하고 있고, 얼굴도 목소리도 비슷하다는 것 등에서 예전부터 자매설이 속삭였지만, 나나니지 시대에는 양쪽 모두 언급이 없었다. 그러나, 치하루의 히비키에의 입소가 발표되자, 그 날내에 마나미가 「여동생이 히비키에 소속했습니다」라고 공표했다.

## 성우 활동

### 출연 작품

#### TV 애니메이션
2017년
- DIVE!! (초등학생)

2018년
- 그랑크레스트 전기 (술집 점원, 소년)
- 페르소나 5 the Animation (여성 어시스턴트)

2020년
- 22/7 (사토 레이카)

### 참조주
1. 1 2  “22/7(ナナブンノニジュウニ)”. 2019년 4월 3일에 원본 문서에서 보존된 문서. 2019년 8월 23일에 확인함.